# Église Saint-Pierre de Vaux-sur-Seulles
L'église Saint-Pierre de Vaux-sur-Seulles est une église catholique située à Vaux-sur-Seulles, en France.

## Localisation
L'église est située dans le département français du Calvados, sur la commune de Vaux-sur-Seulles.

## Historique
L'édifice date, pour sa partie inscrite, du XIIe.
Arcisse de Caumont évoque, pour les éléments médiévaux persistants, la fin du XIe siècle ou le XIIe siècle. Jean-Jacques Bertaux évoque une époque tardive dans le XIIe siècle.
L'église a fait l'objet de travaux importants : la tour-porche est revêtue d'une façade classique et la nef pourvue de décors néo-romans.
Des fenêtres ont été percées dans les murs de la nef. Les modifications de la tour sont considérées sévèrement par Arcisse de Caumont et le travail y est considéré comme « plus déplorable encore » que la façon dont la nef a été défigurée.
Des modifications importantes ont eu lieu à la fin du XIXe siècle : la nef est reconstruite en 1898 et la première travée nord du chœur également pour ajouter une chapelle néo-romane.
Le chœur de l'édifice est inscrit au titre des monuments historiques le 12 avril 1927.
Le patronage appartenait à l'abbaye aux Dames de Caen, confirmé dès 1066. Arcisse de Caumont évoque une curiosité liée à un retour des dîmes accordées aux moniales, un repas plantureux accordé aux habitants lors de la sainte Trinité, ne manquant pas d'occasionner des perturbations des offices célébrés. Ce retour fut transformé sur demande des abbesses par lettres patentes de Charles VII de mars 1451 en une rente annuelle de 30 livres pour la paroisse et un service à l'abbaye réservé à 5 ou 6 privilégiés.

## Architecture
Arcisse de Caumont considère que le chœur en est remarquable « par les arcades (...) simulées à plein-cintre [des] murs latéraux et [du] chevet ».
Des éléments médiévaux perdurent dans le bras nord du transept ainsi que dans le chœur. Le chevet possède à l'extérieur deux rangées d'arcatures, le premier niveau étant aveugle et le second possédant des ouvertures. La travée terminale du chœur possède une voûte sur croisée d'ogives.
La tour actuelle est munie de pilastres toscans et dorique, et se termine par « un toit plat et mesquin » selon Arcisse de Caumont dont le jugement sur ces transformations de l'édifice médiéval est très tranché.

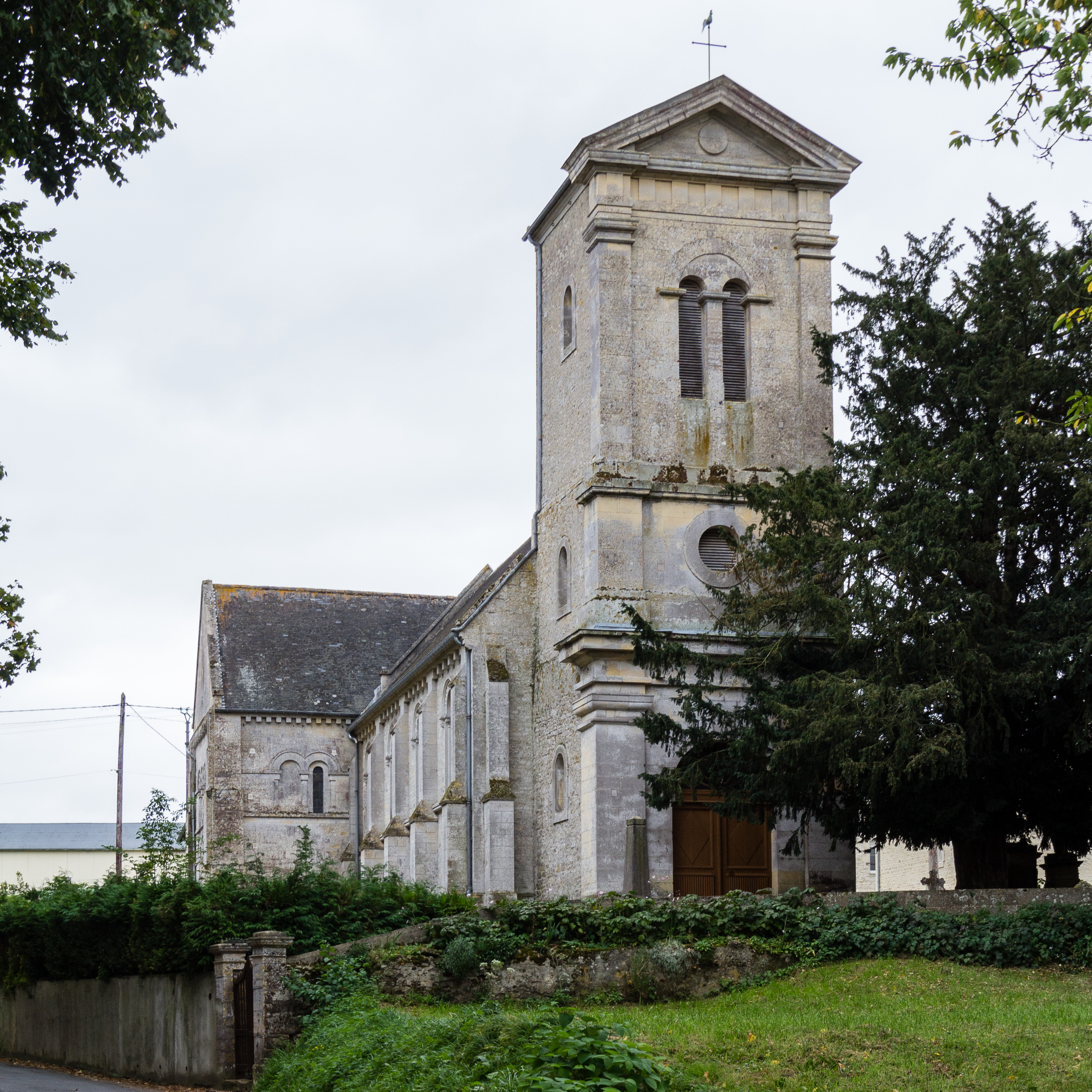
Tour-porche de l'église.
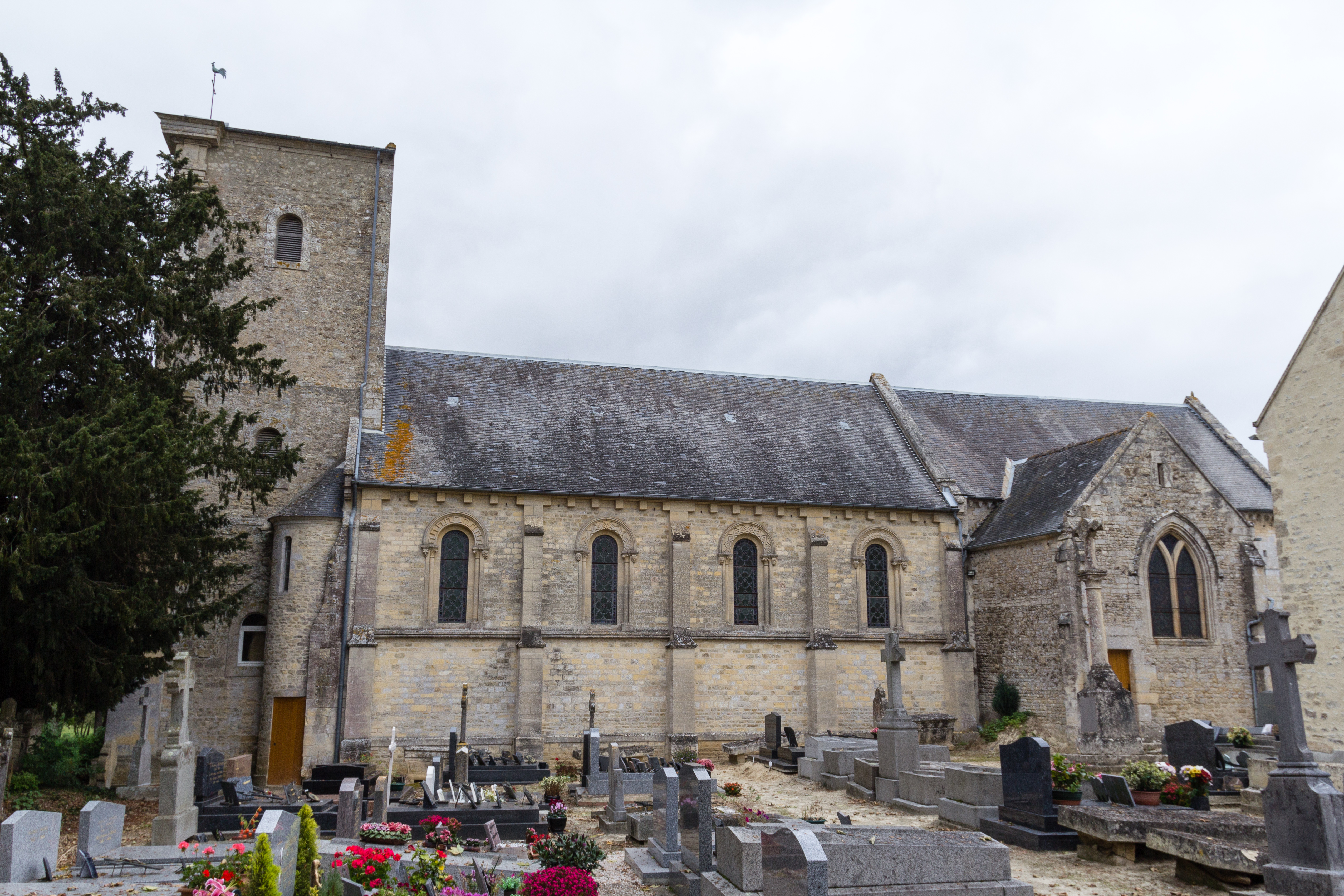
Mur sud de l'église.
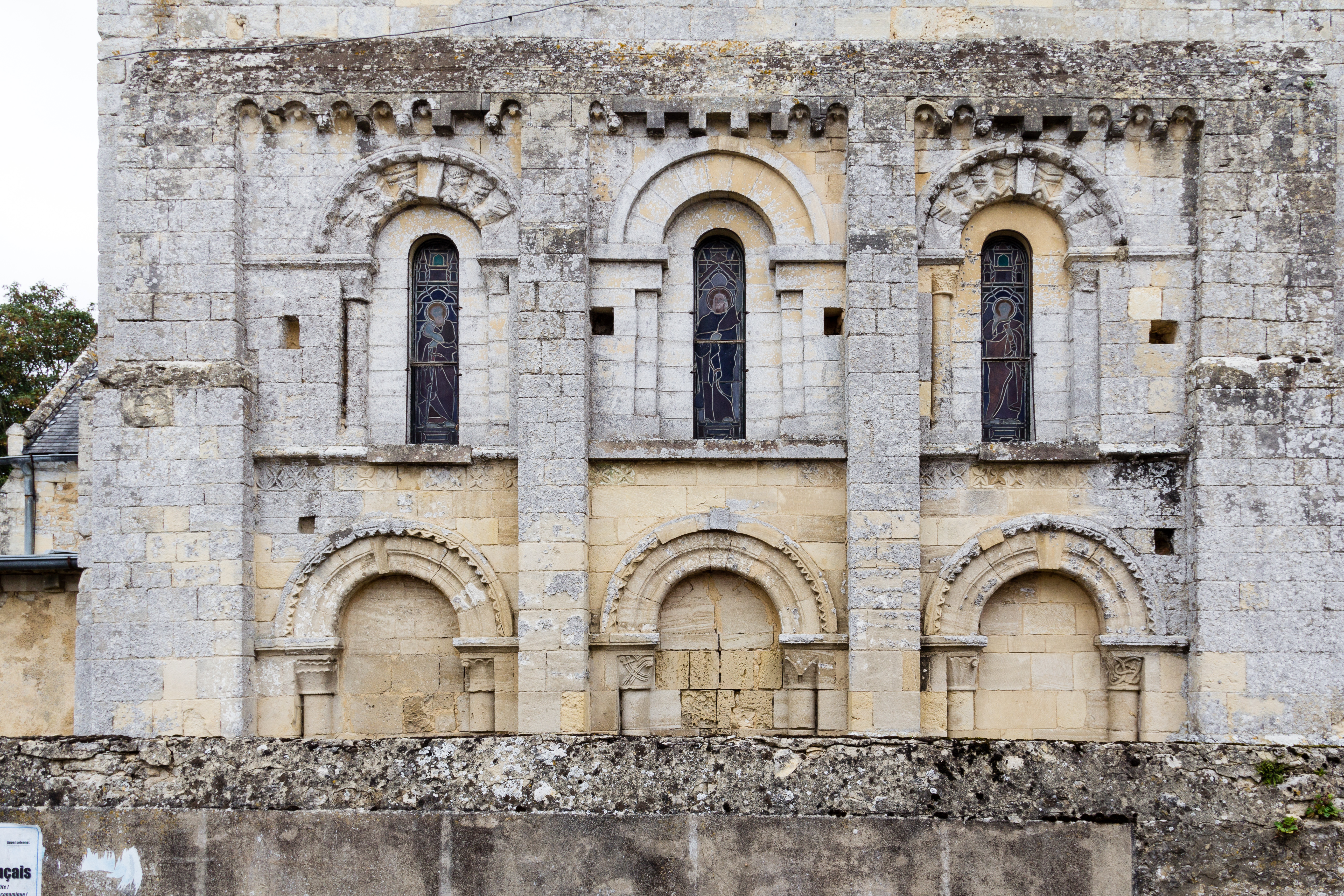
Chevet de l'église.
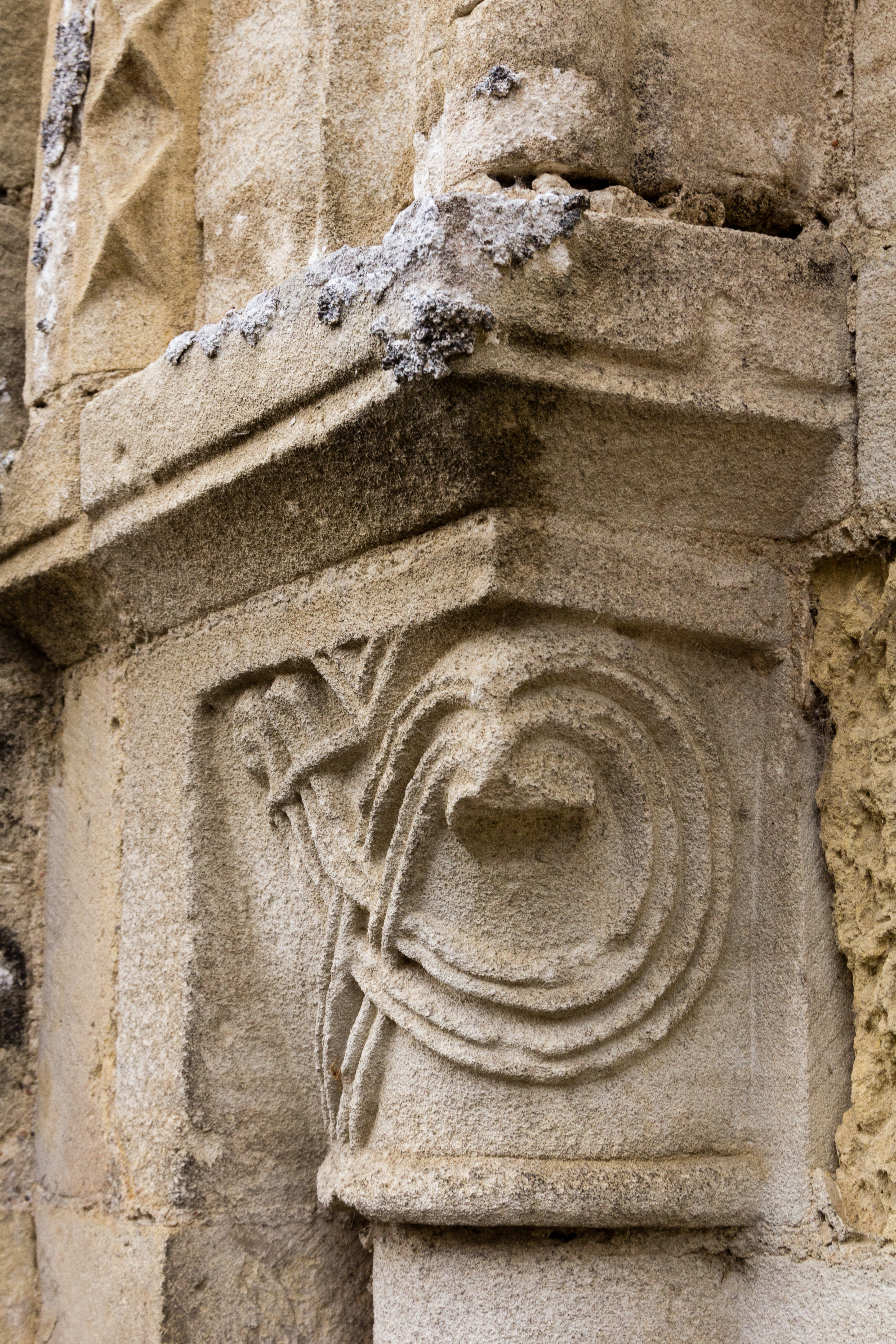
Chapiteau du chevet.
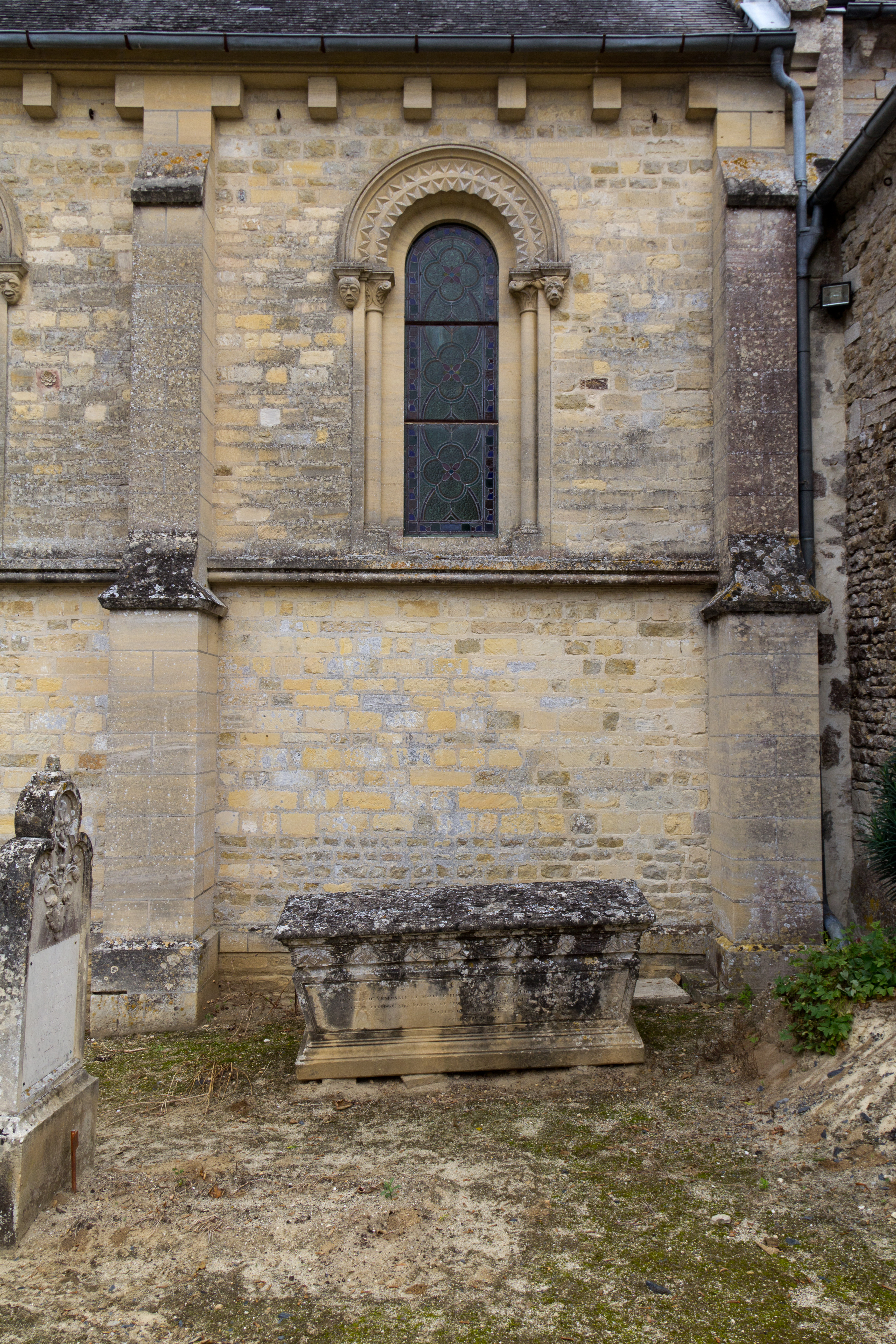
4e travée du mur sud .